# Halstead (Kansas)
Halstead es una ciudad ubicada en el condado de Harvey, Kansas, Estados Unidos. Según el censo de 2020, tiene una población de 2179 habitantes.

## Geografía
La ciudad está ubicada en las coordenadas 37°59′59.9″N 97°30′37″O / 37.999972, -97.51028 (37.999984, -97.510205).

## Demografía
Según la Oficina del Censo en 2000 los ingresos medios por hogar en la localidad eran de $42,411 y los ingresos medios por familia eran $51,458. Los hombres tenían unos ingresos medios de $33,239 frente a los $22,554 para las mujeres. La renta per cápita para la localidad era de $20,252. Alrededor del 5.8% de la población estaban por debajo del umbral de pobreza.